# On m'appelle Émilie
On m'appelle Emilie est une pièce de Maria Pacôme créée en 1984 au théâtre Saint-Georges (Paris) dans une mise en scène de Jean-Luc Moreau, des décors de Jean-Pierre Barlier et une musique de Francis Lalanne. 
L'action se situe dans un squat promis à la démolition. Jaja (Odette Laure), Emilie (Maria Pacôme) et Henri (Stéphane Bierry puis Patrick Bruel) vivotent sans trop se soucier de l'avenir. L'arrivée d'un journaliste (Jean-Pierre Andréani) et de son assistante (Élisa Servier puis Pauline Daumale) va bouleverser la vie des trois compères.
Une captation de cette pièce a été réalisée par Georges Folgoas.